# USS LST-368
O USS LST-368 foi um navio de guerra norte-americano da classe LST que operou durante a Segunda Guerra Mundial.